# Small cell
Une petite cellule ou (anglais : small cell) est un point d'accès à un réseau de télécommunications mobiles. 
De faible consommation d'énergie et avec une portée allant de 10 m à moins d'un km ; elle est petite en comparaison des autres antennes cellulaires dont la portée est de quelques km à quelques dizaines de kilomètres. Les small cell incluent les femtocells.
Certains estimaient en 2012, qu'en 2017, 5 millions de small cells seraient produites chaque année et prévoient que les small cells seront la base des futurs réseaux LTE, LTE Advanced et 5G.

## Avantages et enjeux
L'avantage d'un réseau de petites cellules comparé à un réseau macro-cellulaire est tout-d'abord la diminution du nombre d'utilisateurs connectés à chaque antenne. En effet, lorsque le nombre d'antennes augmente, on diminue le nombre d'utilisateurs par antenne et donc les phénomènes de saturation des cellules radio. Un autre avantage des réseaux small cells est de s'adapter à de grandes variations de la charge, c'est-à-dire du nombre d'utilisateurs. Par exemple, à l'échelle d'une rue fréquentée, le nombre d'utilisateurs varie fortement en fonction de l'heure ; en conséquence il est possible de faire varier la puissance d'émission de la cellule ou de la mettre en veille. Ce système de mises en veille permettrait de diminuer grandement la consommation des réseaux mobiles.
Le principal inconvénient des petites cellules est le coût de l'installation des antennes et de leur connexion (backhaul) avec le cœur de réseau de l'opérateur mobile. Le coût d'installation des antennes représente un investissement non négligeable pour les fournisseurs d'accès mobile. Ensuite la multiplication du handover lorsque l'utilisateur passe d'une cellule à l'autre est un enjeu important des systèmes de petites cellules. Enfin, la mise en veille et la gestion de la consommation des nœuds du réseau (antennes) est aussi un sujet majeur de préoccupation concernant le déploiement à grande échelle de la technologie des réseaux de petites cellules.

## Typologie des petites cellules
Les petites cellules sont les femtocellules, les picocellules (en) et les microcellules (en). Ces cellules sont classées en fonction de la taille de la zone géographique qu'elles couvrent. Une microcellule sera déployée à l'échelle d'un quartier alors que les picocellules le seront à l'échelle d'un grand bâtiment comme une usine ou un centre commercial. Les femtocellules sont déployées à l'échelle d'une maison d'un appartement ou dans les entreprises.